# 솔로몬해판

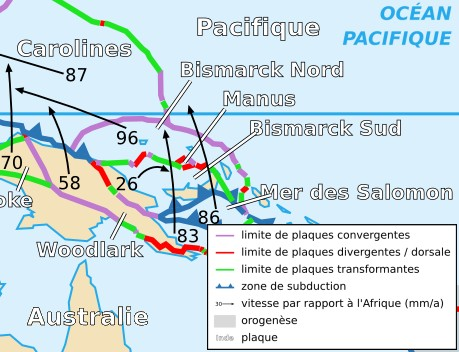
솔로몬해판("Mer des Soloman", 프랑스어)

솔로몬해판은 남태평양의 솔로몬 제도 북서쪽에 위치한 작은 판이다. 파푸아뉴기니 서부의 솔로몬해 일대가 포함된다.
솔로몬 해 판의 남서쪽에서는 섭입대를 경계로, 남동쪽에서는 변환단층을 경계로 우들라크판과 접한다.
판의 북쪽 섭입대에서는 남비스마르크판 밑으로 섭입한다. 북서쪽의 뉴브리튼 섭입대에서는 태평양판 밑으로 섭입하며, 파푸아뉴기니의 뉴브리튼섬은 이러한 지질활동의 결과 형성된 화산섬이다.

## 같이 보기
- 파푸아뉴기니의 지진 목록

## 참고
- 2007년 4월 솔로몬 해 쓰나미, 미국지질조사국
- 2007년 솔로몬 지진 보관됨 2010-07-16 - 웨이백 머신